# Nazarezinho
Nazarezinho is een gemeente in de Braziliaanse deelstaat Paraíba. De gemeente telt 7.248 inwoners (schatting 2009).
De gemeente grenst aan Marizópolis, Sousa, Carrapateira, Aguiar, São José de Piranhas, Cajazeiras, São João do Rio do Peixe en São José da Lagoa Tapada.